# Ana Campoy
Ana Campoy (Madri, 7 de dezembro de 1979) é uma escritora de literatura infantil e juvenil e jornalista. Em 2017 ganhou o Prémio Jaén de Narrativa Juvenil com La cronopandilla: el túnel del tiempo.

## Obra

### Vários
- La Cronopandilla: el túnel del tiempo (Montena, 2017) Premio Jaén de Narrativa Juvenil 2017.
- El dragón del Parque Güell (La Galera, 2015).
- Descubre Madrid (La Galera, 2014).

### Colecção As aventuras de Alfred & Agatha
- Los diez pájaros Elster (Edebé, 2011).
- El chelín de plata (Edebé, 2011).
- La caja mágica (Edebé, 2012).
- El pianista que sabía demasiado (Edebé, 2012).
- El gran truco de Houdini (Edebé, 2013).
- La carrera de Inglaterra (Edebé, 2013).
- La momia del Titanic (Edebé, 2014).
- El robo de la Gioconda (Edebé, 2015).

### Adaptações para primeiros leitores
- Don Quijote de la Mancha (La Galera, 2015)
- El Lazarillo de Tormes (La Galera, 2016)

### Colecção Sou um super-herói (como Isaura Lê)
- Los superhéroes también se sienten solos (Edebé, 2015)
- Los superhéroes no llevan chupete (Edebé, 2015)
- Los superhéroes no se hacen la cama (Edebé, 2015)
- Los superhéroes duermen con sus monstruos (Edebé, 2015)